# غرب وحشی وحشی (فیلم ۱۹۲۱)
«غرب وحشی وحشی» (انگلیسی: The Wild Wild West (1921 film)) فیلمی در ژانر وسترن است که در سال ۱۹۲۱ منتشر شد. از بازیگران آن می‌توان به هوت گیبسون اشاره کرد.